# Rocío Aragón
Rocío Aragón Bermúdez (Cádiz, España, 1925- Madrid, España, 31 de enero de 2018),  fue una bailaora de flamenco y coreógrafa. Perteneciente a la saga de artistas de la Familia Aragón: hermana de los célebres payasos Gaby, Fofó y Miliki (Los Payasos de la Tele).

## Biografía

Rocío nació en Cádiz en 1925. Hija de los célebres Emilio Aragón Foreaux (Emig) y Rocío Bermúdez Contreras (bailarina acróbata ecuestre). 
Empezó actuando con su familia, como artista infantil en las actuaciones de Pompoff, Thedy y Emig y más tarde con Gaby, Fofó y Miliki, anunciados como los Hermanos Aragón con Rocío y también como Rocío, Gaby, Fofó y Miliki.
Recorrió el mundo con sus hermanos y después sola, como artista independiente. En la década de los años 70 trabajó como coreógrafa en TVE, en el programa del circo Los Payasos de la Tele. Algunos años después, tras retirarse, montó una escuela de baile.